# Helicocephalum sarcophilum
Helicocephalum sarcophilum är en svampart som beskrevs av Thaxt. 1891. Helicocephalum sarcophilum ingår i släktet Helicocephalum och familjen Helicocephalidaceae.   Inga underarter finns listade i Catalogue of Life.